# Pepe Escobar
Pour les articles homonymes, voir Escobar.
Pepe Escobar est un journaliste brésilien indépendant, né en 1954 à São Paulo.
Il a vécu à Londres, Paris, Milan, Los Angeles, Washington, Bangkok et Hong Kong.

## Biographie
Pepe Escobar écrit pour RT (Russia Today), Sputnik, TomDispatch, Strategic Culture Foundation, CounterPunch, Information Clearing House et contribue fréquemment à des sites internet, des programmes de radios et de télévision, qui vont des États-Unis jusqu'en Asie de l'Est. Il est l'ancien correspondant de terrain d'Asia Times Online, basé à Hong Kong, où il a écrit la rubrique The Roving Eye, de 2000 à 2014.  Il a également collaboré avec Al Jazeera et The Real News.
Il concentre son travail sur l'Asie centrale et le Moyen-Orient, et couvre l'Iran de façon continue depuis la fin des années 1990.
Il a fait un nombre considérable de reportages sur l'Afghanistan. En août 2000, lui et deux journalistes sont arrêtés par les talibans et accusés d'avoir photographié un match de football. L'année suivante, il a un entretien avec Ahmed Chah Massoud, le chef militaire de l'Alliance du Nord, peu de temps avant son assassinat.
À la télévision, il est commentateur pour Russia Today, Press TV et l'émission The Stream sur Al Jazeera. À la radio, il est l'invité du Boiling Frogs Show de Sibel Edmonds, du Peter B. Collins Show, de l'Anti War Radio de Scott Horton, du What Really Happened Show, du Corbett Report, du Burning Point de La Voix de la Russie, de FreedomPhoenix.com de Ernest Hancock et du Alex Jones Show.
Son article Get Osama! Now! Or else... a été publié par Asia Times Online onze jours avant les attentats du 11 septembre 2001.

## Œuvres
- Globalistan. How the Globalized World is Dissolving Into Liquid War, Nimble Books LLC, 2007, 366 p. (ISBN 978-0978813826)
- Red Zone Blues : a snapshot of Baghdad during the surge, Nimble Books LLC, 2007, 124 p. (ISBN 978-0978813895)
- Obama Does Globalistan, Nimble Books LLC, 2009, 116 p. (ISBN 978-1934840832)
- Empire of Chaos, Nimble Books LLC, 2014, 360 p. (ISBN 978-1608881642)
- 2030, Nimble Books LLC, 2015, 53 p.  (ISBN 978-1608880355)
- 2030, suivi de Dialogues inactuels (Jorge Luis Borges), Éditions du Cercle, 2016, 128 p.  (ISBN 979-1094546079)